# Grande Jacquerie

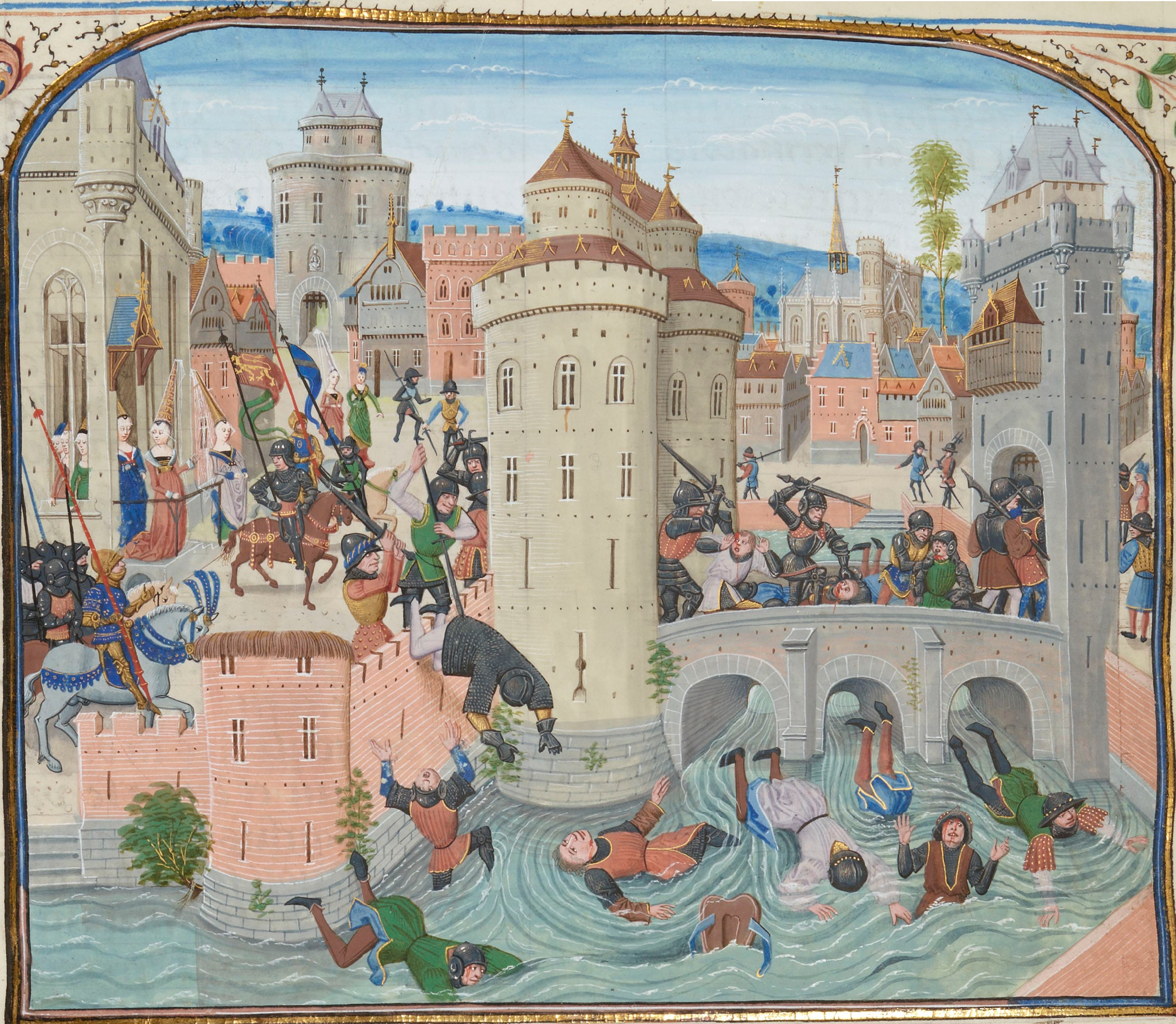
Miniatura de pergamí del representant la Jacquerie a la ciutat de Meaux

La Grande Jacquerie, o Jacquerie, va ser una revolta camperola de l'Edat Mitjana al Regne de França l'any 1358 durant la Guerra dels Cent Anys. La revolta es va produir arran de la crisi financera que assetjava França. El rei Joan II, va convocar els Estats Generals per apaivagar els ànims, sense èxit. El terme ve de l'apel·latiu “Jacques Bonhomme” (Jacques Gentilhome) que el cronista medieval Jean Froissart va emprar per designar els revoltats. La noblesa també utilitzava aquest terme de manera desdenyosa per tal de parlar dels camperols o serfs que treballaven les terres.

## Òpera
El compositor i director d'orquestra Gino Marinuzzi (pare) va escriure una òpera (Jacquerie) el 1918 sobre aquests fets.